# Stéphane Marie
Pour les articles homonymes, voir Marie.
Stéphane Marie, né le 28 septembre 1960 à Barneville-Carteret dans la Manche, est un animateur de télévision et auteur français.
Depuis 1998, il anime un magazine hebdomadaire consacré au jardinage, d'abord sur La Cinquième puis sur France 5, sous le nom de Silence, ça pousse ! . En parallèle, il écrit plusieurs ouvrages sur le jardin et les plantes.

## Biographie
Il naît en 1960 à Barneville-Carteret dans la Manche,, où ses parents tiennent une boucherie-charcuterie.
Exclu du collège de Portbail, Stéphane Marie ne s'intéresse qu'à l'art et la décoration lors de sa scolarité.
Il est élève d'une école de couture à Cherbourg puis part pour Caen faire un CAP de tapissier-décorateur au lycée Victor-Lépine.
Il étudie aussi six ans à l'École Supérieure d'Art et de Design d'Orléans dont il sort avec le Diplôme national supérieur d'expression plastique.
Diplômé, il se tourne vers le théâtre et la scénographie. Pendant douze ans, il s'occupe des décors et des costumes, en débutant comme scénographe et en dessinant des décors et des costumes pour le théâtre à Avignon.
Il organise aussi des manifestations de sculptures contemporaines en France .
Au début des années 1990, il récupère la maison de son oncle (La Maubrairie),, située à Saint-Pierre-d'Arthéglise. Il se met alors à entretenir son terrain (2 000 m²) et se passionne pour le jardinage.
En 1998, il peut enfin allier sa nouvelle passion à son travail en rejoignant l'équipe d'un magazine hebdomadaire de La Cinquième consacré au jardinage, rebaptisé Silence, ça pousse! lorsque cette chaîne devient France 5 en 2002. Il est également le rédacteur en chef du programme qu'il co-anime avec Noëlle Bréham de 2002 à 2015, Caroline Munoz de 2015 à 2016 et Carole Tolila depuis 2016.
Après deux mois dans l'Yonne, les émissions sont tournées dans son propre jardin de 2 000 m2 .
Dans le prolongement de son activité télévisuelle, il écrit plusieurs livres sur l'aménagement du jardin.

## Publications
- Silence, ça pousse ! : Nos meilleurs trucs et astuces pour ne pas se planter  (co-auteur Noëlle Bréham), Paris, Éditions Mango, septembre 2007, 63 p. (ISBN 978-2-84270-697-5, BNF 41115257) ;
- Silence, ça pousse ! : Pas de panique !, Paris, Éditions Mango, coll. « Silence, ça pousse ! », octobre 2008, 63 p. (ISBN 978-2-84270-747-7, BNF 41359711) ;
- C'est mon jardin  (photogr. Yann Monel, co-auteur Dany Sautot), Paris, Éditions du Chêne, mars 2010, 190 p. (ISBN 978-2-8123-0164-3, BNF 42167820) ;
- Silence, ça pousse ! : Comprendre son jardin  (photogr. Gilles Le Scanff et Joëlle Mayer, co-auteur Dany Sautot), Paris, Éditions du Chêne, mars 2011, 251 p. (ISBN 978-2-8123-0330-2, BNF 42393585) ;
- Silence, ça pousse ! : Aimer ses plantes  (photogr. Gilles Le Scanff et Joëlle Mayer, co-auteur Dany Sautot), Paris, Éditions du Chêne, février 2012, 287 p. (ISBN 978-2-8123-0522-1, BNF 42599465) ;
- Silence, ça pousse ! : Du potager à l'assiette  (photogr. Gilles Le Scanff et Joëlle Mayer, co-auteur Dany Sautot), Paris, Éditions du Chêne, février 2014, 303 p. (ISBN 978-2-8123-0835-2, BNF 43761445) ;
- Silence, ça pousse ! : Le jardin selon Stéphane Marie  (photogr. Gilles Le Scanff et Joëlle Mayer, co-auteur Dany Sautot), Paris, Éditions du Chêne, janvier 2015, 508 p. (ISBN 978-2-8123-1174-1, BNF 44275421) ;
- Les Jardins de Stéphane Marie : Ses meilleurs croquis (Cahier de coloriages), Paris, Éditions du Chêne, juin 2015, 96 p. (ISBN 978-2-8123-1263-2).

## Hommage
La rosiériste Dominique Croix lui dédie en 2020 un rosier liane aux fleurs simples rose tyrien du nom de 'Stéphane Marie', issu de 'Ghislaine de Féligonde' x Rosa chinensis 'Sanguinea'.